# Roques del Castellet
Les Roques del Castellet és un conjunt de formacions rocoses formant cinglera situades a prop i al sud-est del poble de Castellet, i una mica més lluny i al sud del d'Espluga de Serra, tots dos pertanyents a l'antic terme d'Espluga de Serra, de l'Alta Ribagorça, agregat des del 1970 al de Tremp, del Pallars Jussà.
Aquest conjunt està format principalment per tres roques: la Roca Foradada, de 1.443,6 metres d'altitud, la Roca Espasa de Castellet, de 1.454,7, i la Roca Espasa d'Espluga de Serra, de 1.472,1. Des d'elles cap al sud continua la cinglera, però disminuint de desnivell a mesura que avança cap a migdia.